# Eleições presidenciais no Cazaquistão em 1991
As eleições presidenciais cazaques de 1991 foram realizadas em 1 de dezembro, foi a segunda eleição na história do Cazaquistão e a primeira eleição direta para presidente da república. Nursultan Nazarbayev foi eleito com 98% dos votos, com uma participação de 88,2%.

## Contexto
Em 24 de abril de 1990, o Conselho Supremo da RSS Cazaque estabeleceu o cargo de Presidente da RSS Cazaque e escolheu como seu presidente Nursultan Nazarbayev para ser o presidente por um mandato de 6 anos.
Devido aos eventos anteriores ao colapso da União Soviética, em 16 de outubro de 1991, o Conselho Supremo da RSS Cazaque definiu o dia da eleição para 1 de dezembro. A lei estabeleceu requisitos para que 100.000 assinaturas fossem recolhidas para a nomeação e registro de um candidato presidencial, o que coincidiu com os requisitos da lei pertinente da RSFS Russa, embora a população da RSS Cazaque fosse várias vezes menor.
Em 24 de outubro de 1991, Nazarbayev foi registrado pela Comissão Central de Eleições para ser o candidato em exercício com seu companheiro de chapa Yerik Asanbayev.
Os membros do Conselho Supremo propuseram um escritor, Olzhas Suleimenov, para ser o candidato, mas ele recusou a oferta. Hasen Qojahmetov, líder do Partido Nacional Democrático Jeltoqsan, não tinha o número necessário de assinaturas para a eleição.

## Resultados
| Candidato                            | Partido                              | Votos     | %     |
| ------------------------------------ | ------------------------------------ | --------- | ----- |
| Nursultan Nazarbayev                 | Independente (Apoiado pelo PCC)      | 8,681,276 | 98.78 |
| Contra                               | Contra                               | 107,252   | 1.22  |
| Total                                | Total                                | 8,788,528 | 100.0 |
|                                      |                                      |           |       |
| Votos válidos                        | Votos válidos                        | 8,788,528 | 100.0 |
| Votos inválidos/em branco            | Votos inválidos/em branco            | 198       | 0.00  |
| Total de votos                       | Total de votos                       | 8,788,726 | 100.0 |
| Eleitores registrados/comparecimento | Eleitores registrados/comparecimento | 9,961,242 | 88.23 |
| Fonte: Nohlen et al.                 |                                      |           |       |